# Picchion cramoisi
Himatione sanguinea
Espèce
Statut de conservation UICN

 LC  : Préoccupation mineure
L' Apapane cramoisi ou Drépanide rouge ou ʻapapane en hawaïen (Himatione sanguinea) est une espèce de passereau endémique de Hawaii.
Dénomination
Gmelin, 1788, avait originellement nommé cette espèce Certhia sanguinea dont le nom spécifique latin fait référence à la couleur rouge sang du plumage. Le nom générique Himatione tire son étymologie du grec himation, une cape rouge portée par les Spartes, également en rapport avec la coloration de l’oiseau. Le nom français « picchion cramoisi », instauré par la CINFO (Devillers et al. 1993) n’est pas correct à mon avis. Vieillot avait donné le nom français de picchion (dérivé de l’italien picchio) à tous les grimpereaux dont le picchion cramoisi car Gmelin, en le nommant Certhia sanguinea le considérait comme un véritable grimpereau. Or, il ne s’agit pas du tout d’un grimpereau et le nom hawaïen « apapane » est nettement préférable comme l’utilisent d’ailleurs, dans leur version française, Berger & Meise (1975) et Diamond et al. (1989). Tous les autres noms européens utilisent également «apapane».
Distribution
L’espèce habite les principales îles de l’archipel : Hawaï, Maui, Lanai, Molokai, Oahu et Kauai.
Habitat
L’apapane cramoisi témoigne d’une évidente prédilection pour les forêts d’ohias Metrosideros polymorpha, secondairement de mamanes et de naios, qu’il fréquente à différentes altitudes. Il peut évoluer, comme visiteur, à très basse altitude, parfois proche du niveau de la mer mais il apparaît essentiellement au-dessus de 1250 m à Hawaï, Maui et Kauai (Fancy & Ralph 1997).
Alimentation
L’apapane cramoisi est surtout nectarivore avec un complément d’insectes et d’araignées qu’il prélève dans le feuillage. Sa source essentielle de nectar est l’ohia Metrosideros polymorpha (Pratt 2005). Les autres arbres ou arbustes endémiques exploités sont le mamane Sophora chrysophylla, l’acacia koa Acacia koa, le naio Myoporum sandwicense, le koléa Myrsine lessertiana, le mélicope Melicope sp., le kanawao Broussaisia arguta, le kéokéo Hibiscus arnottianus et l’olapa Cheirodendron trigynum. Des plantes à fleurs introduites comme des scheffléras et des fuchsias sont également visitées ainsi que, dans le passé, le cocotier Cocos nucifera (Berger 1981).
La série de photos illustrant l’alimentation confirme que l’espèce privilégie l’ohia et, secondairement, le mamane ainsi que d’autres plantes endémiques dont le framboisier d’Hawaï Rubus hawaiensis, rosacée, le styphélia Styphelia tameiameae, éricacée et le houx d’Hawaï Ilex anomala, aquifoliacée. L’avocat et le chèvre-feuille sont des plantes introduites. Il existe d’autres photos (non reproduites ici) montrant des individus butinant des cotonéasters et des prunus d’ornement également importés (Ottaviani 2020).
Pollinisation
Comme dans le cas de l’iiwi rouge, les anciens observateurs avaient pressenti que l’apapane cramoisi jouait un rôle dans la pollinisation des plantes à fleurs. Carpenter & Macmillen (1975) et Carpenter (1976) ont confirmé que l’apapane cramoisi est le principal pollinisateur de l’ohia Metrosideros polymorpha. La photo de Ronnie Maum illustre bien ce phénomène de pollinisation en mettant en scène un individu avec le front et la base du bec abondamment saupoudrés de pollen de mamane, après en avoir prélevé le nectar. Cet oiseau, en visitant les fleurs d’un autre arbre de la même espèce, va les polliniser.
Voix
Le cri d’appel, souvent émis en vol, consiste en un teerp ou tewp assez insignifiant et à peine susurré. En revanche, le chant du mâle comporte toute une gamme de sifflements, trilles, gazouillis, babils, roulades et autres vocalisations dont certaines rappellent le son émis par une clochette. Il ressemble parfois à celui du canari dans sa ligne mélodique mais pas dans sa sonorité qui est plus nasillarde ou métallique. Il a aussi été comparé au son produit par une personne composant un numéro sur un ancien téléphone à cadran : zhuup ! tic-tic-tic-tic-tic. D’autres phrases ont été décrites comme une série de vifs shur-TEE, ta-da-TEE, quoit-quoit-quoit ou encore une simple suite de notes étirées. Pourtant, le son le plus fréquemment produit par l’apapane est ce battement d’ailes particulier occasionnant un froissement audible et reconnaissable (Pratt 2005). Des enregistrements ont été publiés par Pratt (1996) et des sonagrammes par Ward (1964) et Fancy & Ralph (1997).
Pour ma part, d’après mon observation de terrain et après avoir passé en revue les séquences audio et vidéo des sites les plus intéressants (Internet Bird Collection, Arkive, AvoCet, Cornell Lab of Ornithology), je décris le chant comme un gazouillis aigre, grinçant et aigu tiu-tiu-tiu-ti-ti-tèèèèèèr suivi d’une succession de notes émises sur un rythme très rapide et saccadé tiac-tiac-tiac-tiac-tiac comparable au bruit métallique de la percussion d’une baguette sur un fil de fer tendu, rappelant lui-même un motif du rossignol philomèle. Certains enregistrements révèlent des chants de type canari ou fauvette, un autre rappelant les vocalises de notre étourneau sansonnet. Enfin, une séquence audio reproduit le vrombissement d’ailes caractéristique de l’espèce (Ottaviani 2020).
Parade nuptiale
Le mâle parade en sautillant de branche en branche tout en relevant fortement la queue pour exhiber ses sous-caudales blanches (Berger 1981). Pendant la formation des couples, les mâles chantent et poursuivent les femelles au vol, de janvier à mars. Ces dernières sollicitent des nourrissages et des accouplements en faisant trembler les ailes et en creusant le dos (Eddinger 1970).
Nidification
Le site de nidification privilégié est un bouquet de branches terminales d’un ohia mais un houx d’Hawaï Ilex anomala, un acacia koa Acacia koa ou une fougère Cibotium sp. sont parfois choisis (Sakai 1983). Plus rarement, un trou d’arbre ou même une cavité dans une ancienne coulée de lave peuvent être utilisés (Sakai 1983, van Riper 1973) avec un seul cas répertorié d’un nid d’apapane cramoisi construit au-dessus d’un autre, dans une cavité de lave (van Riper 1973).
Le nid consiste en une coupe de rameaux et de feuilles d’ohias, d’écorces et de radicelles mêlés à de la mousse avec une coupe interne tapissée de fines fibres d’herbes. L’apapane cramoisi peut également utiliser des matériaux appartenant à des nids abandonnés (Eddinger 1970, Sakai 1983) ou même en construire un nouveau sur un ancien datant de l’année précédente (van Riper 1973). Eddinger (1972a), dans son article « Discovery of the nest of the Kauai Creeper » a rapporté qu’un couple d’apapanes avait construit son nid dans un ohia à 13 m de celui de loxopses de Kauai Loxops caeruleirostris. L’auteur constata, à plusieurs reprises, qu’un apapane venait voler des fibres végétales dans le nid de leurs voisins en leur absence.
Le nid mesure en moyenne 9,5 cm de diamètre extérieur, 5 cm de diamètre intérieur, 10 cm de hauteur totale et 4 cm de profondeur de la coupe. Il contient de un à quatre oeufs (ponte moyenne de trois oeufs) blancs tachetés de brun vers le gros pôle. La ponte commence entre un et six jours après la fin de la construction du nid, un oeuf étant déposé par jour. L’incubation dure en moyenne 13 jours et incombe à la femelle seule qui est régulièrement nourrie par le mâle (Eddinger 1970).
Statut, conservation
L’espèce est abondante avec une densité estimée à 4000 individus au km² mais en recul localement. Sur Kauai, la population au coeur du plateau d’Alakai est stable mais les effectifs ont décliné de 50% entre 1973 et 2000 sur le reste de l’île. La majorité des populations vit en altitude sur les différentes îles. Son erratisme combiné à une certaine uniformité génétique empêche l’installation de populations locales. L’espèce semble faire preuve d’une lente évolution vers une certaine tolérance aux maladies aviaires transmises par les moustiques. Aucune mesure de conservation n’est engagée mais les populations des différentes îles devraient faire l’objet d’un contrôle sanitaire (Pratt 2010). Elle est en déclin à Lanai (Walther 2006).
Pour ma part, j’ai remarqué qu’elle vit manifestement en altitude, probablement pour se protéger des prédateurs introduits (rats, chats, mangoustes) et, du même coup, de la malaria aviaire, invisible mais encore plus dangereuse. Cet élément a certainement contribué à son succès (Ottaviani 2020).
Bibliographie
- Ottaviani, M. (2020). Monographie des Fringilles - les drépanis des îles Hawaï (carduélinés, drépanini) - Histoire naturelle et photographies. Volume 4, 408 pages. Editions Prin, France.